# Kerncentrale Chmelnytsky
Kerncentrale Chmelnytsky (Oekraïens: Хмельницька атомна електростанція, ХАЕС, Russisch: Хмельницкая атомная электростанция, ХАЭС) ligt bij de stad Netisjyn in de oblast Chmelnytsky aan de rivier de Horin.
De centrale heeft twee actieve drukwaterreactoren (PWR) van het type VVER. De bouw begon in 1979 en de eerste reactor kwam gereed in 1987 en de tweede volgde in 2004. In 1985 begon de bouw van de derde reactor en een jaar later werd met de vierde begonnen. Na de kernramp van Tsjernobyl in april 1986 staakten de bouwwerkzaamheden. In april 2010 sloot de Oekraïense regering een financieringsovereenkomst met Rusland. Rusland zou een groot deel van het geld voor de bouw van de twee reactoren, een investering geraamd op 28 miljard Amerikaanse dollar, regelen. Deze overeenkomst werd in april 2017 geannuleerd. In november 2021 volgde een contract met Westinghouse Electric Company voor de levering van Westinghouse AP1000 reactoren voor de twee in aanbouw zijnde blokken. Eigenaar van de centrale is het staatsbedrijf Energoatom.
| Reactorblok   | Reactortype         | Vermogen | Begin bouw | Inbedrijfname | Stillegging |
| ------------- | ------------------- | -------- | ---------- | ------------- | ----------- |
| Chmelnytsky-1 | PWR VVER-1000 V320  | 1000 MW  | 1981       | 1987          |             |
| Chmelnytsky-2 | PWR VVER-1000 V320  | 1000 MW  | 1985       | 2004          |             |
| Chmelnytsky-3 | PWR VVER-1000 V392B | 1000 MW  | 1986       |               |             |
| Chmelnytsky-4 | PWR VVER-1000 V392B | 1000 MW  | 1987       |               |             |